# Axel Odelberg (politiker)
Axel Odelberg, född 25 november 1805 i Stockholm, död där 14 januari 1884, var en svensk godsägare och riksdagsman. 
Odelberg tjänstgjorde, efter studier i Uppsala (1822–1826), en kort tid i Justitiestatsexpeditionen och Svea hovrätt, men ägnade sig snart åt vården av sin fäderneärvda egendom Enskede i Brännkyrka socken invid Stockholm, där han skapade ett verkligt mönsterjordbruk. Han var en av dem, som från 1840-talet med största nit och framgång arbetade för tillämpning av rationella grunder vid jordbruket samt för skapandet av anstalter till jordbrukets främjande, som lantbruksläroverk, lantbruksmöten och stamholländerier, vilka han dock ville bilda av inhemska raser. Han var en motståndare till den på 1850-talet genomförda lagstiftningen om brännvinstillverkningen, vars betydelse som binäring åt lantbruket han kraftigt framhöll. Han blev 1837 ledamot och 1871 hedersledamot av Lantbruksakademien, erhöll 1864 Stockholms läns hushållningssällskaps guldmedalj och valdes 1868 till samma sällskaps ordförande. I flera allmänna verk och inrättningar var han verksam som styrelseledamot. Han var 1863–1880 ledamot av 
Stockholms läns landsting samt fungerade 1878–1880 som tingets vice ordförande. Odelberg var ledamot av riksdagens första kammare 1867–1884, invald för Stockholms läns valkrets. Vid 1871 års lagtima riksdag invaldes han i statsutskottet och vid alla de följande riksdagarna i konstitutionsutskottet. Med stor iver förordade han övergång till ett protektionistiskt statshushållningssystem. 
Axel Odelberg var sonson till industriidkaren Herman Odelberg, måg till majoren och riksdagsmannen Carl Albrekt Friesenheim, far till ämbetsmannen Herman Odelberg och riksdagsmännen Wilhelm och Theodor Odelberg samt farfars far till överste Sten Odelberg. Han är begraven på Brännkyrka kyrkogård.